# Temptations
Para el grupo musical, ir a The Temptations
Temptations es un videojuego de plataformas realizado por la compañía española Topo Soft en 1988 en exclusiva para ordenadores MSX.
En él se desarrolla con gran colorido y efectos la misión de un monje, Noni, que debe demostrar a la orden Vitigudina que merece ser miembro, librando del mal el pueblo vecino.
El juego fue desarrollado por Luigilópez quien trabajó como grafista también en el juego AleHop.

## Autores
- Programa: Luis López Navarro (Luigilópez)
- Gráficos: Luis López Navarro (Luigilópez)
- Música: César Astudillo (Gominolas)
- Pantalla de carga: Julio Martín Erro